# Danh sách đĩa nhạc của Lorde
Danh sách đĩa nhạc của Lorde, một nữ ca sĩ và nhạc sĩ người New Zealand, bao gồm 3 album phòng thu, 1 album nhạc phim, 3 đĩa mở rộng, 6 đĩa đơn và 6 video âm nhạc. Năm 13 tuổi, Lorde ký hợp đồng với hãng thu âm Universal Music Group (UMG) và bắt đầu sáng tác âm nhạc. Tháng 11 năm 2012, khi cô 16 tuổi, cô tự phát hành đĩa đơn mở rộng The Love Club EP. EP này được phát hành thương mại bởi UMG vào tháng 3 năm 2013; "Royals", một bài hát được trích ra từ EP, đã trở thành một bài hát nổi tiếng ở New Zealand vào đầu năm 2013. Cuối năm đó, "Royals" đã đứng đầu nhiều bảng xếp hạng quốc tế, trong đó có bảng xếp hạng Billboard Hot 100 của Mỹ. Với "Royals", Lorde trở thành nghệ sĩ đơn ca đầu tiên của New Zealand giành được vị trí quán quân trên Hot 100.
Vào tháng 9 năm 2013, Lorde phát hành album phòng thu đầu tay Pure Heroine, trong đó bao gồm "Royals". Bài hát xếp vị trí thứ nhất tại New Zealand và Úc và được nhiều quốc gia chứng nhận doanh số. "Tennis Court" được phát hành làm đĩa đơn thứ hai từ album và đứng đầu các bảng xếp hạng đĩa đơn tại New Zealand. Đĩa đơn thứ ba từ album Pure Heroine, "Team", là một bài hát nằm trong top 10 tại New Zealand, Canada và Mỹ. "No Better" và "Glory and Gore" lần lượt là đĩa đơn thứ tư và thứ năm được phát hành từ album. Tháng 9 năm 2014, Lorde phát hành đĩa đơn "Yellow Flicker Beat", được thu âm cho album nhạc phim Trò chơi sinh tử: Húng nhại – Phần 1. Lorde đã bán được tổng cộng 6,8 triệu bản ở Mỹ (tính đến tháng 1 năm 2014) và 17 triệu bản trên toàn thế giới (tính đến tháng 11 năm 2014).

## Album

### Album phòng thu
| Tiêu đề      | Thông tin album                                                                                                 | Vị trí xếp hạng cao nhất | Vị trí xếp hạng cao nhất | Vị trí xếp hạng cao nhất | Vị trí xếp hạng cao nhất | Vị trí xếp hạng cao nhất | Vị trí xếp hạng cao nhất | Vị trí xếp hạng cao nhất | Vị trí xếp hạng cao nhất | Vị trí xếp hạng cao nhất | Vị trí xếp hạng cao nhất | Doanh số                              | Chứng nhận |
| Tiêu đề      | Thông tin album                                                                                                 | New Zealand              | Canada                   | Đan Mạch                 | Đức                      | LH Anh                   | Mỹ                       | Pháp                     | Thụy Điển                | Úc                       | Ý                        | Doanh số                              | Chứng nhận |
| ------------ | --- | ------------------------ | ------------------------ | ------------------------ | ------------------------ | ------------------------ | ------------------------ | ------------------------ | ------------------------ | ------------------------ | ------------------------ | ------------------------------------- | --- |
| Pure Heroine | - Ngày phát hành: 27 tháng 9 năm 2013 - Hãng đĩa: UMG, Virgin EMI, Republic - Dạng đĩa: CD, LP, tải kĩ thuật số | 1                        | 2                        | 12                       | 13                       | 4                        | 3                        | 20                       | 6                        | 1                        | 26                       | - Thế giới: 3.000.000 - Mỹ: 1.600.000 | - New Zealand: 5× Bạch kim - Canada: 2× Bạch kim - Đan Mạch: Vàng - Đức: Vàng - LH Anh: Vàng - Mỹ: Bạch kim - Pháp: Vàng - Thụy Điển: Vàng - Úc: 3× Bạch kim |
| Melodrama    | - Ngày phát hành: 16 tháng 6 năm 2017 - Hãng đĩa: UMG, Virgin EMI, Republic - Dạng đĩa: CD, LP, tải kĩ thuật số | 1                        | 1                        | 6                        | 11                       | 5                        | 1                        | 29                       | 10                       | 1                        | 8                        | - Mỹ: 110,000                         | - New Zealand: Vàng - Canada: Vàng |
| Solar Power  | - Ra mắt: 20 tháng 8,2021 - Hãng đĩa: UMG, Virgin EMI, Republic - Định dạng: LP, tải trực tuyến, streaming      | 1                        | 1                        | 6                        | 10                       | 16                       | 4                        | 30                       | 18                       | 2                        | 5                        |                                       | |

### Album nhạc phim
| Tiêu đề                                                 | Thông tin album                                                                             | Vị trí xếp hạng cao nhất | Vị trí xếp hạng cao nhất | Vị trí xếp hạng cao nhất | Vị trí xếp hạng cao nhất | Vị trí xếp hạng cao nhất | Vị trí xếp hạng cao nhất | Vị trí xếp hạng cao nhất |
| Tiêu đề                                                 | Thông tin album                                                                             | New Zealand              | Canada                   | Đức                      | LH Anh                   | Mỹ                       | Mỹ (BXH cho nhạc phim)   | Úc                       |
| ------------------------------------------------------- | ------------------------------------------------------------------------------------------- | ------------------------ | ------------------------ | ------------------------ | ------------------------ | ------------------------ | ------------------------ | ------------------------ |
| The Hunger Games: Mockingjay, Pt. 1 (với nhiều nghệ sĩ) | - Ngày phát hành: 17 tháng 11 năm 2014 - Hãng đĩa: Republic - Dạng đĩa: CD, tải kĩ thuật số | 9                        | 22                       | 73                       | 35                       | 18                       | 3                        | 36                       |

### Đĩa mở rộng
| The Love Club EP | - Ngày phát hành: 8 tháng 3 năm 2013 - Hãng đĩa: UMG - Dạng đĩa: CD, tải kỹ thuật số,đĩa than         | 2                                           | 2                                           | 22                                          | 23                                          | - Mỹ: 60.000                                | - New Zealand: Bạch kim - Úc: 7× Bạch kim |       |       |       |       |
| Tennis Court EP  | - Ngày phát hành: 7 tháng 6 năm 2013 - Hãng đĩa: UMG, Virgin EMI - Dạng đĩa:tải kĩ thuật số, đĩa than | Không được phát hành tại những quốc gia này | Không được phát hành tại những quốc gia này | Không được phát hành tại những quốc gia này | Không được phát hành tại những quốc gia này | Không được phát hành tại những quốc gia này | Không                                     | Không | Không | Không | Không |
| Live in Concert  | - Ngày phát hành: 1 tháng 11 năm 2013 - Hãng đĩa: UMG - Dạng đĩa: Nghe trực tiếp                      | Không rõ                                    | Không rõ                                    | Không rõ                                    | Không rõ                                    | Không rõ                                    | Không rõ                                  |       |       |       |       |

## Đĩa đơn

### Hát chính
| Tiêu đề                                                                    | Năm  | Vị trí xếp hạng cao nhất | Vị trí xếp hạng cao nhất | Vị trí xếp hạng cao nhất | Vị trí xếp hạng cao nhất | Vị trí xếp hạng cao nhất | Vị trí xếp hạng cao nhất | Vị trí xếp hạng cao nhất | Vị trí xếp hạng cao nhất | Vị trí xếp hạng cao nhất | Vị trí xếp hạng cao nhất | Chứng nhận | Album                                |
| Tiêu đề                                                                    | Năm  | New Zealand              | Canada                   | Đan Mạch                 | Đức                      | LH Anh                   | Mỹ                       | Pháp                     | Thụy Sĩ                  | Úc                       | Ý                        | Chứng nhận | Album                                |
| -------------------------------------------------------------------------- | ---- | ------------------------ | ------------------------ | ------------------------ | ------------------------ | ------------------------ | ------------------------ | ------------------------ | ------------------------ | ------------------------ | ------------------------ | --- | ------------------------------------ |
| "Royals"                                                                   | 2013 | 1                        | 1                        | 3                        | 8                        | 1                        | 1                        | 4                        | 4                        | —                        | 1                        | - New Zealand: 6× Bạch kim - Canada: 6× Bạch kim - Đan Mạch: Bạch kim - Đức: Vàng - Thụy Điển: 2× Bạch kim - LH Anh: Bạch kim - Mỹ: 7× Bạch kim - Ý: 2× Bạch kim | The Love Club EP Pure Heroine        |
| "Tennis Court"                                                             | 2013 | 1                        | 78                       | —                        | 83                       | 78                       | 71                       | 193                      | —                        | 20                       | —                        | - New Zealand: 2× Bạch kim - Canada: Vàng - Úc: 2× Bạch kim | Pure Heroine                         |
| "Team"                                                                     | 2013 | 3                        | 3                        | 20                       | 20                       | 29                       | 6                        | 24                       | 39                       | 19                       | 19                       | - New Zealand: 2× Bạch kim - Canada: 3× Bạch kim - Đan Mạch: Bạch kim - Đức: Vàng - Mỹ: 3× Bạch kim - Thụy Điển: Bạch kim - Úc: 2× Bạch kim - Ý: Bạch kim        | Pure Heroine                         |
| "Glory and Gore"                                                           | 2014 | —                        | —                        | —                        | —                        | —                        | 68                       | —                        | —                        | 100                      | —                        | | Pure Heroine                         |
| "Yellow Flicker Beat"                                                      | 2014 | 4                        | 21                       | —                        | 38                       | 71                       | 34                       | 93                       | —                        | 25                       | —                        | - New Zealand: Bạch kim - Úc: Vàng | The Hunger Games: Mockingjay, Part 1 |
| "Green Light"                                                              | 2017 | 1                        | 9                        | —                        | 46                       | 28                       | 19                       | 24                       | 66                       | 4                        | 44                       | - New Zealand: 2× Bạch kim - Canada: 2× Bạch kim - Úc: 4× Bạch kim - Đan Mạch: Vàng - Đức: Vàng - LH Anh: Bạch kim - Mỹ: Bạch kim - Ý: Bạch kim                  | Melodrama                            |
| "Perfect Places"                                                           | 2017 | 11                       | 76                       | —                        | —                        | 95                       | —                        | —                        | —                        | 95                       | —                        | - New Zealand: Vàng - Canada: Vàng - Mỹ: Vàng - Úc: Bạch kim | Melodrama                            |
| "Homemade Dynamite" (remix) (hợp tác với Khalid, Post Malone and SZA)      | 2017 | 13                       | 54                       | —                        | —                        | 82                       | 92                       | —                        | 84                       | 82                       | —                        | - New Zealand: Bạch kim - Canada: Bạch kim - LH Anh: Bạc - Mỹ: Bạch kim - Úc: 2× Bạch kim                                                                        | Melodrama                            |
| "—" đĩa đơn không được phát hành hoặc không được xếp hạng tại quốc gia đó. |      |                          |                          |                          |                          |                          |                          |                          |                          |                          |                          | |                                      |

### Hát phụ
| Tiêu đề                                            | Năm  | Vị trí xếp hạng cao nhất | Vị trí xếp hạng cao nhất | Vị trí xếp hạng cao nhất | Vị trí xếp hạng cao nhất | Vị trí xếp hạng cao nhất | Chứng nhận          | Album   |
| Tiêu đề                                            | Năm  | New Zealand              | LH Anh                   | Mỹ                       | Pháp                     | Úc                       | Chứng nhận          | Album   |
| -------------------------------------------------- | ---- | ------------------------ | ------------------------ | ------------------------ | ------------------------ | ------------------------ | ------------------- | ------- |
| "Team, Ball, Player, Thing" (với #KiwisCureBatten) | 2015 | 2                        | —                        | —                        | —                        | —                        |                     | —       |
| "Magnets" (Disclosure hợp tác với Lorde)           | 2015 | 2                        | 71                       | —                        | 87                       | 14                       | - New Zealand: Vàng | Caracal |

### Đĩa đơn quảng bá
| Tiêu đề                                                                    | Năm  | Vị trí xếp hạng cao nhất | Vị trí xếp hạng cao nhất | Album                                |
| Tiêu đề                                                                    | Năm  | New Zealand              | US Rock                  | Album                                |
| -------------------------------------------------------------------------- | ---- | ------------------------ | ------------------------ | ------------------------------------ |
| "Bravado"                                                                  | 2013 | —                        | 29                       | The Love Club EP                     |
| "Buzzcut Season"                                                           | 2013 | —                        | 29                       | Pure Heroine                         |
| "Ribs"                                                                     | 2013 | 29                       | 26                       | Pure Heroine                         |
| "No Better"                                                                | 2013 | 7                        | —                        | Pure Heroine                         |
| "Flicker (Kanye West Rework)"                                              | 2014 | —                        | —                        | The Hunger Games: Mockingjay, Part 1 |
| "Liability"                                                                | 2017 | —                        | —                        | Melodrama                            |
| "Sober"                                                                    | 2017 | 18                       | 61                       |                                      |
| "—" đĩa đơn không được phát hành hoặc không được xếp hạng tại quốc gia đó. |      |                          |                          |                                      |

## Bài hát được xếp hạng khác
| Tiêu đề                                                                  | Năm  | Vị trí xếp hạng cao nhất | Vị trí xếp hạng cao nhất | Vị trí xếp hạng cao nhất | Vị trí xếp hạng cao nhất | Vị trí xếp hạng cao nhất | Vị trí xếp hạng cao nhất | Vị trí xếp hạng cao nhất | Vị trí xếp hạng cao nhất | Chứng nhận          | Album                                |
| Tiêu đề                                                                  | Năm  | New Zealand              | Bỉ (FL)                  | Bỉ (WA)                  | LH Anh                   | Mỹ                       | US Rock                  | Pháp                     | Úc                       | Chứng nhận          | Album                                |
| ------------------------------------------------------------------------ | ---- | ------------------------ | ------------------------ | ------------------------ | ------------------------ | ------------------------ | ------------------------ | ------------------------ | ------------------------ | ------------------- | ------------------------------------ |
| "Million Dollar Bills"                                                   | 2013 | —                        | —                        | —                        | —                        | —                        | 29                       | —                        | —                        |                     | The Love Club EP                     |
| "The Love Club"                                                          | 2013 | 17                       | —                        | —                        | —                        | 20                       | 18                       | —                        | —                        | - New Zealand: Vàng | The Love Club EP                     |
| "Swingin Party"                                                          | 2013 | 10                       | —                        | —                        | —                        | —                        | —                        | —                        | —                        |                     | Tennis Court EP                      |
| "400 Lux"                                                                | 2013 | —                        | —                        | —                        | —                        | —                        | 20                       | —                        | —                        |                     | Pure Heroine                         |
| "Still Sane"                                                             | 2013 | —                        | —                        | —                        | —                        | —                        | 45                       | —                        | —                        |                     | Pure Heroine                         |
| "White Teeth Teens"                                                      | 2013 | —                        | —                        | —                        | —                        | —                        | 33                       | —                        | —                        |                     | Pure Heroine                         |
| "A World Alone"                                                          | 2013 | —                        | —                        | —                        | —                        | —                        | 38                       | —                        | —                        |                     | Pure Heroine                         |
| "Everybody Wants to Rule the World"                                      | 2013 | 14                       | —                        | —                        | 65                       | —                        | 27                       | 93                       | 53                       |                     | The Hunger Games: Catching Fire      |
| "Meltdown" (Stromae hợp tác với Pusha T, Q-Tip, Haim và Lorde)           | 2014 | —                        | 7                        | 5                        | —                        | —                        | —                        | 107                      | —                        |                     | The Hunger Games: Mockingjay, Part 1 |
| "Ladder Song"                                                            | 2014 | —                        | —                        | —                        | —                        | —                        | 43                       | —                        | —                        |                     | The Hunger Games: Mockingjay, Part 1 |
| "—" không có mặt trên bảng xếp hạng hoặc không được phát hành ở nước đó. |      |                          |                          |                          |                          |                          |                          |                          |                          |                     |                                      |

## Xuất hiện khác
Các bài hát dưới đây không phải là đĩa đơn hoặc không nằm trong album của Lorde:
| Tiêu đề                             | Năm  | Nghệ sĩ khác                    | Album                                |
| ----------------------------------- | ---- | ------------------------------- | ------------------------------------ |
| "Piece of Mind"                     | 2012 | And They Were Masked            | Characters                           |
| "Everybody Wants to Rule the World" | 2013 | —                               | The Hunger Games: Catching Fire      |
| "Easy (Switch Screens)"             | 2014 | Son Lux                         | Alternate Worlds                     |
| "Meltdown"                          | 2014 | Stromae, Pusha T, Q-Tip và Haim | The Hunger Games: Mockingjay, Part 1 |
| "Ladder Song"                       | 2014 | —                               | The Hunger Games: Mockingjay, Part 1 |

## Video ca nhạc
| Tiêu đề               | Năm  | Đạo diễn        | C.t.   |
| --------------------- | ---- | --------------- | ------ |
| "Royals"              | 2013 | Joel Kefali     | [ 81 ] |
| "Tennis Court"        | 2013 | Joel Kefali     | [ 82 ] |
| "Team"                | 2013 | Young Replicant | [ 83 ] |
| "Yellow Flicker Beat" | 2014 | Emily Kai Bock  | [ 84 ] |
| "Magnets"             | 2015 | Không biết      | [ 85 ] |